# InfoPrint Solutions Company
Die InfoPrint Solutions Company ist ein US-amerikanischer, weltweit operierender Anbieter für Digitaldruck- und Outputlösungen, Hardware, Software und Dienstleistungen. In Deutschland befindet sich die Tochter InfoPrint Solutions Deutschland.
Die Firma wurde am 1. Juni 2007 durch ein Joint-Venture zwischen Ricoh and IBM gegründet; das Joint-Venture erhielt die Vermögenswerte der Printing Systems Division von IBM. Ricoh übernahm am Anfang 51 % des Joint-Ventures und übernimmt bis Ende Mai 2010 die Firma schrittweise.
Die InfoPrint Solutions Company hat weltweit 2.500 Angestellte. Die Zentrale ist in Boulder, Colorado, wo sich auch die Zentrale der früheren Printing Systems Division von IBM befand. Daisuke Segawa ist Präsident und CEO der InfoPrint Solutions Company.

## Produkte
InfoPrint Solutions Company liefert Drucker, Software, Zubehör und Dienstleistungen im Produktionsdrucker-, Arbeitsplatzdrucker- und Industriedrucker-Umfeld. Die aktuellen Produkte umfassen Monochrom- und Farbdrucker für das Büroumfeld, serielle und Zeilen-Matrix-Drucker und RFID-fähige Thermo-Drucker für Industrieumgebungen und sehr schnelle Monochrom- und Farbdrucker für den Produktionsbereich. InfoPrint Solutions Company bietet auch Softwareprodukte für das Druck-Management, ebenso Dienst- und Beratungsleistungen.